# Claudia Testoni
Claudia Testoni (Bologna, 19 dicembre 1915 – Cagliari, 17 luglio 1998) è stata un'ostacolista, velocista e lunghista italiana, campionessa europea degli 80 metri ostacoli a Vienna nel 1938.

## Biografia
Concittadina, compagna di scuola e di squadra di Ondina Valla nelle file della Virtus Atletica Bologna, fu sua rivale per tutta la carriera agonistica. Nel 1936, ai Giochi olimpici di Berlino, ottenne il quarto posto negli 80 metri ostacoli, dopo una finale emozionante risolta al fotofinish, e lo stesso piazzamento nella staffetta 4×100 metri.
Si dice che la delusione per il quarto posto olimpico fu talmente grande che da quel momento non rivolse più il saluto all'amica e rivale Ondina. Altre fonti, tuttavia, riportano lettere in cui le due amiche si rinnovano manifestazioni d'affetto.
Negli anni successivi ebbe modo di rifarsi, conquistando la medaglia d'oro ai campionati europei femminili di Vienna 1938, migliorando quattro volte il primato mondiale degli 80 metri ostacoli, e battendo la Valla in 16 dei successivi 18 duelli (il totale dei confronti tra le due amiche-rivali è però in favore della Valla, per 60 a 33).
Si era trasferita in Sardegna per seguire il marito, l'ex astista Eolo Pedrazzini, ed abitava in località Margine Rosso, alla periferia di Quartu Sant'Elena. Nel luglio del 1998 era stata colpita a Milano da un ictus cerebrale ed era stata trasportata a Cagliari, dove morì all'età di 82 anni. 
Claudia Testoni è stata inserita nella Hall of Fame della FIDAL.

## Palmarès
| Anno | Manifestazione  | Sede    | Evento      | Risultato | Prestazione | Note |
| ---- | --------------- | ------- | ----------- | --------- | ----------- | ---- |
| 1936 | Giochi olimpici | Berlino | 100 m piani | Batteria  |             |      |
| 1936 | Giochi olimpici | Berlino | 80 m hs     | 4ª        | 11"7        |      |
| 1936 | Giochi olimpici | Berlino | 4×100 m     | 4ª        | 48"7        |      |
| 1938 | Europei         | Vienna  | 80 m hs     | Oro       | 11"6        | =    |

## Campionati nazionali
- 1 volta campionessa nazionale nei 60 metri piani (1933)
- 1 volta campionessa nazionale negli 80 metri piani (1932)
- 3 volte campionessa nazionale nei 100 metri piani (1932, 1937, 1940)
- 2 volte campionessa nazionale nei 200 metri piani (1933, 1934)
- 3 volte campionessa nazionale nella staffetta 4×100 metri (1934, 1936, 1939)
- 5 volte campionessa nazionale negli 80 metri ostacoli (1935, 1936, 1938, 1939, 1940)
- 7 volte campionessa nazionale nel salto in lungo (1931, 1932, 1933, 1934, 1935, 1937, 1938)